# Ester Gullander
Ester Linnea Lundén Gullander, född 1890 i Listerlandet, död 1978 i Oxie, var en svensk författare, tecknare och diktare.

## Biografi
Ester Gullander, född Lundén, föddes 1890 i Listerlandet utanför Sölvesborg, Blekinge. Den 26 maj 1912 gifta sig Gullander med Olof Gullander. År 1920 föddes parets barn, Helga Viola Gullander. Vid denna tiden bodde paret i Toarp i Oxie socken. År 1930 dog hennes man Olof Gullander, och Gullander började jobba som skomakare för att kunna försörja sin familj. Några år efter började hon även jobba som brevbärare på cykel i Oxie. Den 9 juli 1978 dog Ester Gullander och hennes dotter blev allvarligt sjuk samma år.

## Dialektdokumentation
Ester Gullander dokumenterade dialektala kännetecken för skånskan samt dialektens förändringar under en tid. Henne dikter skrev på sydskånskt bygdemål. Detta har gjort att man har kunnat dokumentera förändringar i skånskan början på 1900-talet. 
Gullander dokumenterade även berättelser i Sydskåne, som tidigare inte hade blivit nedskrivna. 
Hennes dokumentation har bevarats i Folkarkivet i Lund. Dokumentationen har bland annat använts av dialektforskarna Ingemar Ingers och Bengt Pump. 

## Bevarade verk
Idag finns det endast en teckning fortfarande bevarad av Gullander. Det är teckningen av "Kjeglinge No 2", en teckning av en gammal gård i Oxie.